# Шкурине (заповідне урочище)
Шкурине — заповідне урочище місцевого значення. Розташоване у межах Кобеляцької міської громади Полтавського району Полтавської області, між селами Василівка, Проскури і  Деменки.
Площа природоохоронної території — 200 га. Статус надано Рішенням Полтавської обласної ради від 17.04.1994 року. Перебуває у користуванні Вільховатської сільської ради.
Охороняється ділянка водно-болотних угідь на лівому березі заплави річки Ворскла. Місце гніздування та відпочинку під час міграцій навколоводних птахів. Трапляються лебеді, змієїд.  В урочищі виявлено 4 види рідкісних рослин та 11 рідкісних видів тварин. 